# Cabeceiras (kommun)
Cabeceiras är en kommun i Brasilien.   Den ligger i delstaten Goiás, i den sydöstra delen av landet, 100 km öster om huvudstaden Brasília. Antalet invånare är 7 346.
Följande samhällen finns i Cabeceiras:
- Cabeceiras

Omgivningarna runt Cabeceiras är huvudsakligen savann. Runt Cabeceiras är det mycket glesbefolkat, med 6 invånare per kvadratkilometer.